# 金沢市立中村記念美術館

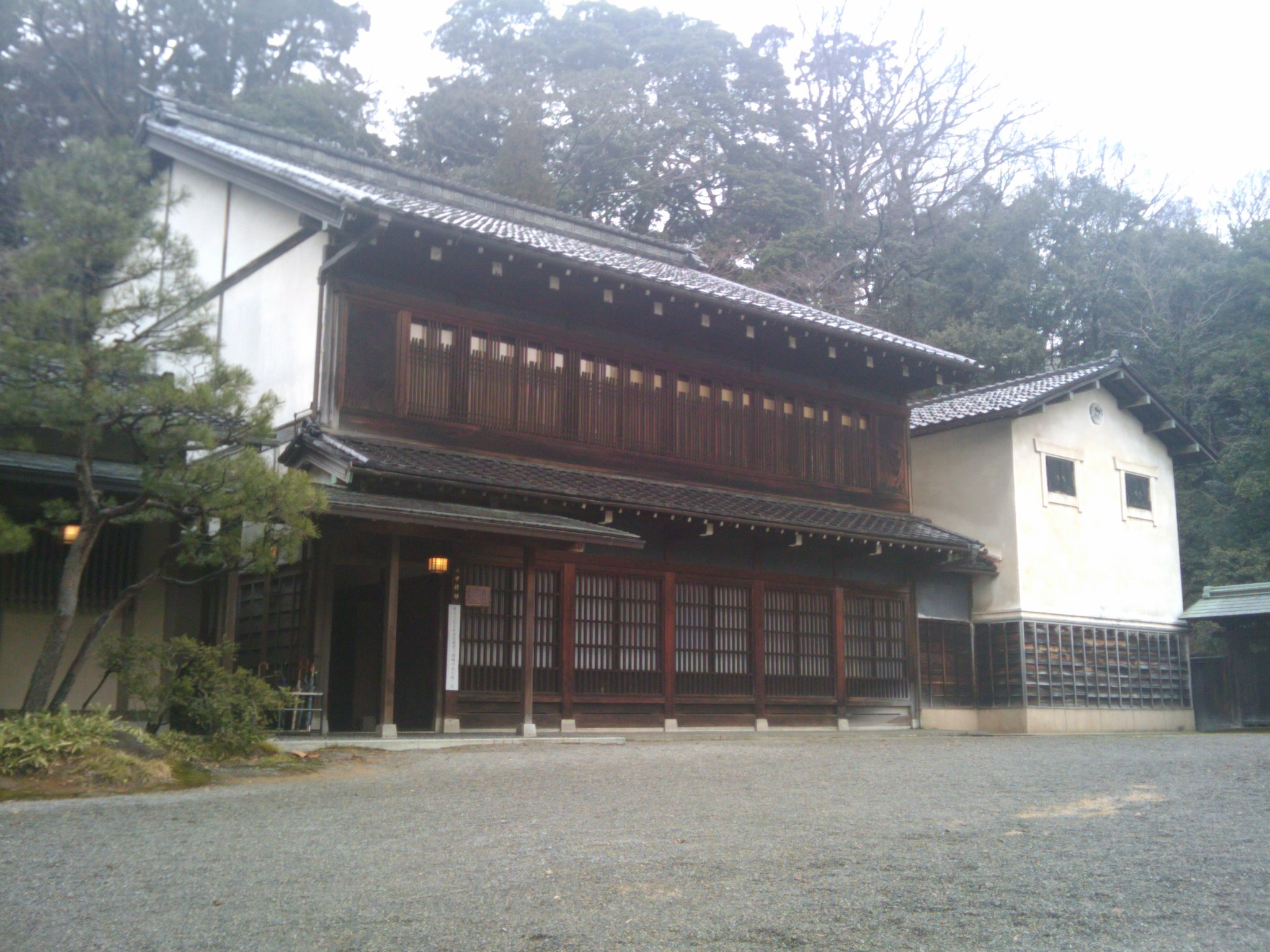
別館（旧中村邸）

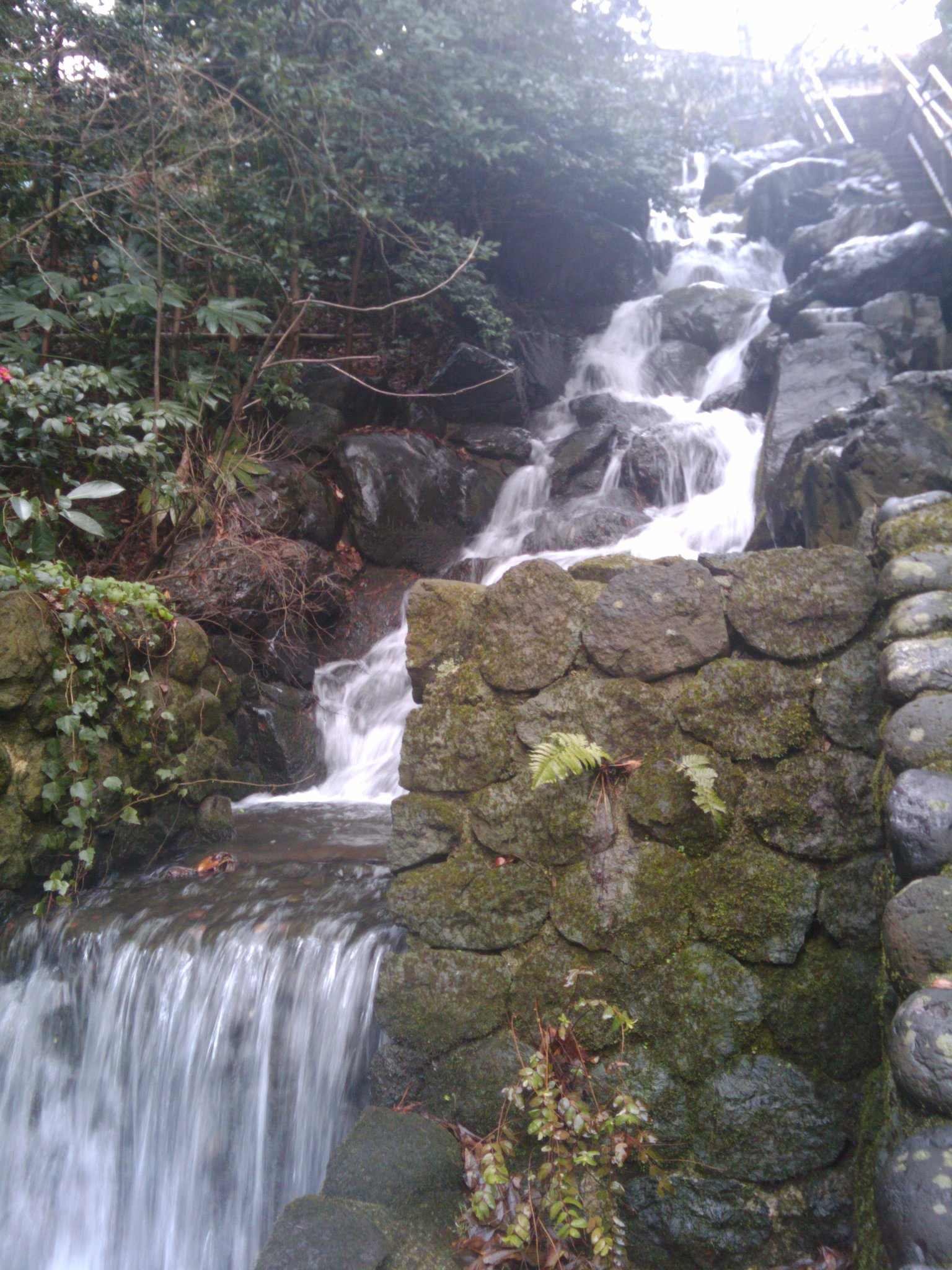
滝となって下る辰巳用水。階段上は石川県立美術館。

金沢市立中村記念美術館（かなざわしりつなかむらきねんびじゅつかん）は、石川県金沢市にある美術館である。

## 概要
金沢市の実業家・中村栄俊（1908年（明治41年）-1978年（昭和53年））が収集した品をはじめ、書跡、絵画、陶芸、漆芸、金工などの美術品を収蔵・展示する。本多の森公園の斜面緑地に接した敷地に、本館、別館（旧中村邸）、茶室（梅庵、耕雲庵）が配されている。辰巳用水が滝となって流れる斜面の階段「文化の小径」「歴史の小径」を上がれば石川県立美術館、斜面緑地に沿って「緑の小径」を進めば鈴木大拙館に出ることができる。

## 沿革
1965年（昭和40年）、中村栄俊が財団法人中村記念館を設立。現在地に旧中村邸（現・旧館）を展示棟として移築し、翌1966年（昭和41年）5月に中村記念館として開館。所蔵品が金沢市に寄贈され、1975年（昭和50年）7月に金沢市立中村記念美術館となる。1989年（平成元年）11月に市制百周年記念事業として本館が開館した。

## 文化財
重要文化財
- 手鑑（後鳥羽天皇宸記以下二百一葉）1帖 - 1949年（昭和24年）5月30日指定[3]
- 恵慶集 下 1帖 附:同書上（烏丸光広等四人筆）1帖、平目地蒔絵文様筥 1合 - 1940年（昭和15年）5月3日指定[4]
- 夢窓疎石墨蹟 偈語 貞和五年歳余前二日 1幅 - 1961年（昭和36年）2月17日指定[5]
- 平家重筆懐紙 - 2009年（平成21年）7月10日指定[6]
- 藤原重輔筆懐紙 - 2009年（平成21年）7月10日指定[7]

石川県指定文化財
- 蒔絵南蛮人図硯箱（1合） - 1984年（昭和59年）7月10日指定[8]

金沢市指定文化財
- 扇形梅の絵香合 - 1990年（平成2年）4月11日指定[9]
- 青井戸茶碗 銘 雲井 - 2008年（平成20年）12月26日指定[10]
- 砧青磁平水指 銘 青海波 - 2008年12月26日指定[11]
- 唐物肩衝茶入 蒲生肩衝 - 2009年（平成21年）12月5日指定[12]
- 唐物肩衝茶入 利休小肩衝 - 2009年（平成21年）12月5日指定[13]
- 共筒茶杓（本多安房守宛贈筒） - 2009年（平成21年）12月5日指定[14]
- 紙本墨画布袋図 - 2011年（平成23年）1月11日指定[15]
- 絹本著色鶉図 - 2011年1月11日指定[16]

## 利用案内
開館時間
午前9時 - 午後5時00分（入館は午後4時30分まで）
休館日
年中無休(展示換えの時のみ休館)
観覧料
一般…310円
団体(20名以上)…260円
65歳以上…210円（祝祭日は無料）
高校生以下…無料
金沢市文化施設共通観覧券が使用できる。

## 周辺施設
- 金沢21世紀美術館
- 金沢能楽美術館
- 金沢ふるさと偉人館
- 石川県立美術館
- 国立工芸館
- 加賀本多博物館
- 石川県立歴史博物館
- 石川県立図書館（2022年7月に新築移転）
- 北陸放送
- 鈴木大拙館
- 石浦神社

## 交通アクセス
- 金沢駅からバスで20分「広坂」または「本多町」バス停下車
- 金沢ふらっとバス（菊川ルート）「21世紀美術館」または「ふるさと偉人館」バス停下車